# 双井街道 (信阳市)
双井街道，是中华人民共和国河南省信阳市浉河区下辖的一个乡镇级行政单位。

## 行政区划
双井街道下辖以下地区：
双井村、何寨村、冯湾村、五纪村、顾洼村、黄湾村和阜阳村。